# 淺岡雄也
淺岡雄也（本名：淺岡 雄一，1969年1月25日—），東京都出生。原FIELD OF VIEW的主唱。日本作詞家。

## 人物
- 原FIELD OF VIEW的主唱，在當時的流行樂壇上表現活耀。
- FIELD OF VIEW解散後，積極進行單獨表演及現場演唱。